# Henclová
Henclová (bis 1927 slowakisch „Henzlová“; ungarisch seit 1907 Henclófalva – bis 1902 Henzlova – bis 1888 Henclova) ist eine Gemeinde in der Ostslowakei nördlich der Stadt Rožňava.
Sie wurde 1548 zum ersten Mal erwähnt und besteht aus dem Hauptort Henclová und dem bereits 1926 als Štilbach eingemeindeten Ort Tichá Voda (deutsch Stillbach).

## Bevölkerung
| Jahr                | 1994 | 2004     | 2014     | 2024 |
| ------------------- | ---- | -------- | -------- | ---- |
| Anzahl der Personen | 148  | 118      | 101      | 101  |
| Unterschied         |      | −20,27 % | −14,40 % | +0 % |

| Jahr                | 2023 | 2024 |
| ------------------- | ---- | ---- |
| Anzahl der Personen | 100  | 101  |
| Unterschied         |      | +1 % |